# Karosa A 30
Karosa A 30 je model československého midibusu, který v počtu třinácti kusů vyrobil na přelomu 60. a 70. let 20. století národní podnik Karosa Vysoké Mýto.

## Konstrukce
Jedná se o dvounápravový malý autobus délky přibližně 6,5 m. Karoserie je sice panelové konstrukce, stejně jako v té době vyráběné autobusy řady Š, nicméně s řadou Š není midibus A 30 nijak unifikován. Kostra karoserie je svařena z ocelových profilů. Motor s mechanickou převodovkou se nachází v prostoru přední nápravy, vedle stanoviště řidiče. Přední náprava má nezávisle zavěšená kola, zadní je tuhá. V pravé bočnici se nacházejí jedny mechanické (tzv. bouchací – ovládané ručně klikou) dveře, pro řidiče jsou určeny malá dvířka na levém boku vozu, která vedou přímo k volantu.
Dálková verze měla 20 sedadel pro cestující, rozmístěné 2+2 se střední uličkou. V linkové variantě byla při zmenšených vzdálenostech jednotlivých řad sedadel přidána navíc jedna řada (tedy celkem 24 míst).

## Výroba a provoz
Ve druhé polovině 60. let zakoupila Avia licenci k výrobě podvozku nákladního automobilu Renault Saviem. Na těchto podvozcích poté začala vyrábět vozy Avia A30. Vzhledem k nedostatku malých autobusů v Československu bylo rozhodnuto o výrobě prototypů midibusů na licenčním podvozku Avia. V letech 1968 a 1969 byly tedy vyrobeny celkem tři vozy: v linkovém provedení (Karosa A 30-L7), dálková verze (A 30-D7) a rozhlasový přenosový autobus (A 30-RPA). V roce 1969 se dálkový midibus A 30-D7 zúčastnil výstavy ve francouzském Nice, kde získal stříbrný pohár za bezpečnostní konstrukci a cenu francouzských karosářů.
Po třech prototypech vznikla již pouze desetikusová série, vyrobená v letech 1971 a 1972. Všechny tyto vozy byly v úpravě pro Československý rozhlas jako přenosová vozidla (tedy verze A 30-RPA).
Autobus A 30-D7 zůstal v Karose jako podnikový vůz. Někdy v 70. letech byl předán místnímu fotbalovému klubu. Sešrotován byl v roce 2000. Prototyp linkové verze A 30-L7 byl v první polovině 70. let předán Avii, která jej rekonstruovala (nový motor, brzdový systém). Na začátku 80. let byl prodán soukromému majiteli, který jej přestavěl na karavan, jenž existoval ještě v roce 2008.
Prototyp A 30-RPA byl v majetku brněnského rozhlasu, který jej v 90. letech odprodal soukromému majiteli. Ten jej dosazením sedaček přeměnil na autobus, který v roce 2008 nadále využíval. Většina ostatních vozů rozhlasových vozů byla v 80. a 90. letech také odprodána soukromníkům. V roce 2008 tak původnímu účelu sloužil pouze banskobystrický midibus. Pražský (z vinohradského rozhlasu) vůz byl odprodán[kdy?] do Polska, kde po úpravě a dosazení čela z Karosy řady 700 jezdil v roce 2005 jako linkový autobus. Naopak vozidlo plzeňského rozhlasu bylo v roce 2008 předáno společnosti ČSAD autobusy Plzeň, které tak zvětšilo svoji sbírku historických autobusů. Tento vůz by měl být zrenovován do stavu z roku 1972.

## Historické vozy
- ČSAD autobusy Plzeň